# Dusona lamellator
Dusona lamellator är en stekelart som beskrevs av Aubert 1960. Dusona lamellator ingår i släktet Dusona och familjen brokparasitsteklar. Inga underarter finns listade i Catalogue of Life.